# Еди Меркс
Едуард Луи Јозеф, барон Меркс (хол. Édouard Louis Joseph, baron Merckx, IPA: ; 17. јун 1945), познатији као Еди Меркс (хол. Eddy Merckx), бивши је белгијски професионални бициклиста у периоду од 1965. до 1978. године.
Меркс је званично најуспешнији бициклиста свих времена. Освојио је 11 гранд тур трка; други је бициклиста који је Тур де Франс освојио пет пута (пре њега то је успео Жак Анктил). Меркс је и Ђиро д’Италију освојио пет пута, што је такође рекорд; једном је освојио Вуелту а Еспању. Уз то је и победник бројних других трка, троструки светски првак и бивши светски рекордер у вожњи на сат времена, те носилац више достигнућа која до данас нису надмашена. Ипак, на три различита допинг теста је био позитиван.

## Детињство и аматерска каријера
Еди Меркс је рођен у граду Менсел-Кизехем (општина Тилт-Винге у фландријској провинцији Фламански Брабант), од родитеља Јула и Џени. Еди је био њихово прво дете, а 1948. су добили близанце. Еди се као мали бавио многим спортовима, а играо је стони тенис за локални клуб. Први бицикл је добио са четири године и већ је тада рекао да је бициклизам оно чиме ће да се бави.
Аматерску каријеру почео је са 16 година и на првој трци је завршио на шестом месту, одвезао је још 12 трка пре него што је освојио своју прву трку. 1962. је освојио аматерско национално првенство, а затим је напустио школу, одложивши испите. Сезону је завршио са 23 победе. Меркс је учествовао на Олимпијским играма 1964. године и освојио је 12 место. Касније је освојио и светско аматерско првенство.

## Професионална каријера

### 1965—1967.
Меркс је професионалну каријеру почео 1965. године у тиму Соло сиперија, на националном првенству освојио је друго место чиме се квалификовао за светско првенство. Менаџер тима Бик, понудио му је уговор од 2 500 франака месечно да пређе у његов тим, Еди је прихватио, али је уговор био неважећи јер је малолетан. Након што је завршио на 29 месту на светском првенству, Меркс се вратио у Белгију, где је размишљао о плановима за наредну сезону са својим менаџером. Прешао је у Пежо тим, за 20 000 франака месечно.
Прве године у новом тиму, учествовао је на својој првој етапној трци, Париз—Ници, где је био лидер на једној етапи, а затим га је престигао Жак Анктил, Меркс је на крају освојио четврто место. Након Париз—Нице, Меркс је учествовао на једном од монументалних класика Милано—Санрема и освојио га. То му је била прва велика победа и почетак доминације. Касније је возио и трку око Фландрије и Париз—Рубе, два највећа класика, али није остварио добар резултат. На светском првенству освојио је 12 место. Сезону је завршио са 20 победа.
Године 1967. стартовао је са две етапне победе на Туру Сардиније. На Париз—Ници победио је на две етапе, док је његов сувозач, Том Симпсон, освојио трку. Освојио је Милано—Санремо другу годину заредом, победивши у спринту у групи од четири возача, а затим је освојио и Флеш Валон трку. 1967. возио је и свој први гранд тур, Ђиро д’Италију, на којој је победио на две етапе и завршио је на деветом месту у генералном пласману.
Меркс је 2. септембра потписао уговор са тимом Фаена на десет година, за 400.000 белгијских франака. Наредног дана, постао је светски шампион, одспринтавши Јана Јансена и тако је постао трећи возач који је био и аматерски и професионални светски шампион.

### 1968—1970.
Прву победу у тиму Фаена остварио је на Туру Сардиније, а затим је морао да се повуче са Париз—Нице због повреде. Није успио да освоји трећи пут заредом Милано—Санремо, а затим је морао да пропусти Ронде ван Фландерен. Наредна победа дошла је на Париз—Рубеу. Меркс је возио Ђиро д’Италију по други пут, победио је на две етапе и освојио је трку прилично убедљиво, освојио је и класификацију по поенима и брдску класификацију. Након Ђира, освојио је и Вуелта Каталонију. Сезону је завршио са 32 победе на 129 трка.
Године 1969. освојио је трке Вуелта Леванте и Париз—Ница. 30. марта остварио је прву велику победу у сезони, освојио је трку око Фландрије, а након ње победио је на Милано—Санрему и Лијеж—Бастоњ—Лијежу. Ђиро д’Италију је стартовао са циљем да вози мање агресивно у односу на претходну годину, како би сачувао енергију за Тур де Франс. Меркс је победио на четири етапе и био је лидер, али пре старта етапе 16, директор трке и новинари су ушли у Мерксову собу у хотелу и обавестили га да је пао на допинг тесту и да је дисквалификован са трке и суспендован на месец дана. На Тур де Франсу, Меркс је победио на шестој етапи, а затим одлучујућу разлику је направио на етапи 17, а на крају је завршио Тур са шест етапних победа и освојио га је, уз освојене класификације комбинације, по поенима и брдске, а уз то, добио је награду за најагресивнијег возача.
Године 1970. освојио је Гент—Вевелгем, Тур Белгије, а затим и Париз—Рубе са 5' 21" испред другопласираног, што је највећа разлика у историји. Наредног викенда, освојио је Флеш Валон.
Након скандала претходне године, Меркс се вратио на Ђиро. Био је тестиран неколико пута. Освојио је Ђиро, уз две етапне победе. Пре Тура, освојио је национално првенство први и једини пут.
На Тур де Франсу, Меркс је победио на прологу и узео је лидерску мајицу, коју је изгубио наредног дана. Победио је и на шестој етапи и вратио је мајицу, да би своју позицију учврстио након хронометра на деветој етапи и победом на првој правој брдској, десетој етапи. У наредних пет дана, победио је на још три етапе и освојио је Тур де Франс са осам етапних победа, чиме је изједначио рекорд Шарла Пелисјеа. Меркс је освојио и брдску и класификацију комбинације и постао је трећи возач који је освојио Тур и Ђиро исте године.

### 1971—1975.
На крају 1970. године, тим Фаена се угасио и Меркс и неколико његових сувозача прешли су у италијански Молтени.
Године 1971, Меркс је освојио трећи пут Париз—Ницу и четврти пут Милано—Санремо. На Фландрији и Париз—Рубеу остао је празних руку, а затим је освојио Лијеж—Бастоњ—Лијеж. Одлучио је да не вози Ђиро, а пре Тура, освојио је Критеријум Дофине. На отварању Тура, његов тим је победио на екипном хронометру, дајући му вођство. Следећа етапа се састојала из три дела. Меркс је изгубио вођство након етапе 1б, али га је вратио на етапи 1ц, освојивши бонус секунде на пролазном спринту. Након прве недеље. водио је са око минут испред најближих ривала. На деветој етапи, Меркс је изгубио минут и по од Зутемелка и Окање, што је донело Зутемелку лидерску мајицу. Због стомачног вируса, изгубио је од Окање осам минута наредног дана, а на етапи 11 је вратио два минута. Када је трка ушла у Пиринеје, на успону Кол де Менте, Меркс је пао, а након њега и Окања, који се повукао због повреде након пада. Меркс је одбио да обуче жуту мајицу наредног дана из поштовања према Окањи. До краја Тура освојио је још две етапе и победио на трци уз освојене класификације комбинације и по поенима. Седам недеља након Тура, било је светско првенство, у Швајцарској. На пет кругова до краја, Меркс је отишао у бег са још неколико возача. На улазу у задњи круг, Меркс је напао и једино га је пратио Феличе Ђимонди, али га је Меркс победио у спринту и освојио светско првенство по други пут.
Меркс је 1972. године остао иза Ремона Пулидора на Париз—Ници, где је доживио и повреду након пада. Освојио је Милано—Санремо по пети пут, а затим је опет пао на Париз—Рубеу, али се опоравио на време да освоји Лијеж—Бастоњ—Лијеж, а наредног дана и Флеш Валон, поставши трећи бициклиста који је освојио Лијеж—Бастоњ—Лијеж и Флеш Валон истог викенда. Меркс је добио новчану понуду да вози Вуелта а Еспању, али се ипак одлучио за Ђиро д’Италију. На четвртој етапи, Меркс је изгубио четири и по минута од Фуентеа. На седмој етапи, Фуенте је напао, али је брзо отпао не могавши да прати Меркса, који је до краја победио на још две етапе и освојио трећи Ђиро. На Тур де Франсу, Меркс и Окања су водили нову борбу, Меркс је имао предност од три минута, али кад се дошло до Пиринеја, предност је била само 51 секунду. Окања је пао, а Меркс је стекао предност од још два минута. До краја је победио још три етапе и освојио Тур. Исте године поставио је нови рекорд у вожњи на сат времена.
Године 1973. године није учествовао на Милано—Санрему због болести, али је освојио Лијеж—Бастоњ—Лијеж и Париз—Рубе. Одлучио је да вози Вуелта а Еспању и Ђиро д’Италију, прескочивши Тур де Франс. На Вуелти је победио на прологу и освојио је трку уз шест етапних победа, освојио је још и класификацију комбинације и по поенима. Четири дана након Вуелте, почео је Ђиро и Меркс га је освојио, водећи од почетка до краја и постао је први који је освојио Вуелту и Ђиро исте године.
Меркс 1974. године по први пут није освојио ниједан класик, због болести је морао да паузира месец дана, због чега је ушао на Ђиро у лошој форми. У раном делу трке губио је време од Фуентеа, али га је надокнадио на хронометру, а на етапи након хронометра, Меркс је напао на 200 km до циља и узео је фуентеу 10 минута и постао нови лидер Ђира. На етапи 20, која се завршавала на брду Лаваредо, Фуенте и Барончели су напали, Меркс није имао снаге да их прати и на крају етапе, имао је само 12 секунди испред Барончелија, али му је то било довољно да освоји пети и задњи Ђиро. Три дана после Ђира, учествовао је на Тур де Свис трци и освојио је.
На Тур де Франсу, Меркс је победио на прологу и узео је жуту мајицу, али је изгубио наредног дана од сувозача. Победио је на седмој етапи и вратио лидерску позицију, оставивши највећег ривала, Ремона Пулидора пет минута иза. На Мон Вентуу се није осећао добро, али је лимитирао своје губитке. До краја је победио на још неколико етапа, укупно осам те године и освојио је Тур по пети пут, изједначивши рекорд Анктила. Након Тура, Меркс је био лидер Белгије на светском првенству, а ту су били и Фреди Мартенс и Рогер де Фламинк. Меркс и Пулидор су напали на седам километара до краја и Меркс је освојио светско првенство, победивши Пулидора у спринту и тако је постао први возач који је освојио триплу круну у бициклизму, Ђиро, Тур и светско првенство у истој години.
Године 1975. освојио је Милано—Санремо, Амстел голд рејс, Фландрију и Лијеж—Бастоњ—Лијеж. Одлучио је да не вози Ђиро, а на Критеријуму Дофине и на Туру Швајцарске освојио је друго место. Други је завршио и на Тур де Франсу, по први пут у каријери, оставши иза Бернара Тевенеа.

### 1976—1978.
Меркс је 1976. године освојио Милано—Санремо по седми пут, након чега је возио Ђиро д’Италију, али, по први пут, није успио да победи ниједну етапу и завршио је на осмом месту. Његов тим није учествовао на Тур де Франсу, а на светском првенству, освојио је пето место.
Године 1977. освојио је Тур Медитерана. У нади да може до шестог Тура, возио је пролећне класике, али ниједан није освојио, најбоље место му је било шесто на Лијеж—Бастоњ—Лијежу. Пре Тур де Франса, возио је Тур Швајцарске и Критеријум Дофине и победио је на по једној етапи. На Тур де Франсу, држао је друго место прве две недеље, али на крају је завршио шести. На светском првенству завршио је на 33 месту. Задњу победу на друму остварио је 17. септембра, освојивши трку Кермис.
Његови планови за 1978. били су да вози још један Тур де Франс и неколико мањих трка, али возио је свега пет трка и задњу победу забележио је на траци у Цириху.

## Крај каријере и приватни живот
На дан 18. мај 1978. Меркс је објавио крај каријере. Отворио је бициклистичку радњу Еди Меркс у Бриселу, која је била и на ивици банкрота касније.
Био је менаџер Белгијског националног тима од 1986. до 1996. године, а неко време је био и директор трке око Фландрије. Помогао је у организацији трке велика награда Еди Меркс, која је била посвећена само хронометру, угашена је 2004. године.
Био је промотер и помоћник у организовању трке Тур Катар 2002. године, а помогао им је и да добију организацију светског првенства 2016. године.

## Допинг
Меркс је био лидер Ђиро д’Италије 1969. године, а након етапе 16 вожене у Савони урадио је допинг тест. Први узорак је био позитиван на амфетамин, а затим је и Б узорак био позитиван. То је значило да Меркс мора да буде суспендован. Директор Ђира Торијани одлагао је почетак етапе 17, да би покушао да убеди председника Италијанске бициклистичке федерације да Меркс стартује етапу. Председник федерације није био у канцеларији и Торијани је морао да стартује етапу без дисквалификованог Меркса.
На датум 8. новембар 1973. године, месец дана након што је освојио Ђиро ди Ломбардију, објављено је да је Меркс био позитиван на допинг тесту. Након позитивног Б узорка, Мерксу је одузета победа на Ломбардији и додељена је другопласираном Феличеу Ђимондију.
Дана 8. маја 1977. Меркс и још неколико возача било је позитивно на тесту на Флеш Валону; кажњени су једномесечном суспензијом. Меркс је тврдио да није користио недозвољене супстанце, али му је осмо место избрисано. Годину касније Меркс је признао да је користио недозвољене супстанце и да је погрешио што је веровао доктору.
Због позитивних тестова, Меркса су замолили да се држи даље од светског првенства 2007. године, које је одржано у Штутгарту. Меркс је тада рекао да су луди. Он није био једини коме је било забрањено да присуствује светском првенству; забране су добили још неки бивши возачи.

## Олимпијске игре
Једина титула која недостаје у његовој јединственој спортској каријери је са олимпијских игара, јер је са 19 година наступио на својим јединим Олимпијским играма, у Токију 1964. године где је у појединачној друмској вожњи заузео 12. место. Касније, кад је преузео потпуну доминацију у бициклизму, било му је — као професионалцу, у складу са тадашњим аматерским принципима — онемогућено да наступа на Олимпијским играма, где би без икакве сумње освојио медаљу.

## Рекорди
До данас су следећи рекорди Едија Меркса остали ненадмашени:
- Петоструки победник Ђиро д’Италије (1968, 1970, 1972, 1973, 1974, рекорд дели са још двојицом бициклиста)
- Највише победа на гранд тур тркама): 11
- Највише победа међу професионалцима: 525
- Највише победа у једној сезони: 54
- Највише етапних победа на једном „Туру": 8 (1970. и 1974, рекорд дели са још двојицом бициклиста)
- Највише дана проведених у жутој мајици на Туру: 96
- Највише дана проведених у розе мајици на Ђиру: 76
- Једини освајач све три мајице на једном Туру: „жуте”, „зелене” и „тачкасте”, 1969. године
- Највише победа на класицима: 28
- Највише победа на једном Монументалном класику (Милано—Санремо): 7